# Rich International Airways
Rich International Airways war eine amerikanische Fluggesellschaft, deren Flugbetrieb 1997 aufgrund von Konkurs eingestellt wurde.

## Geschichte

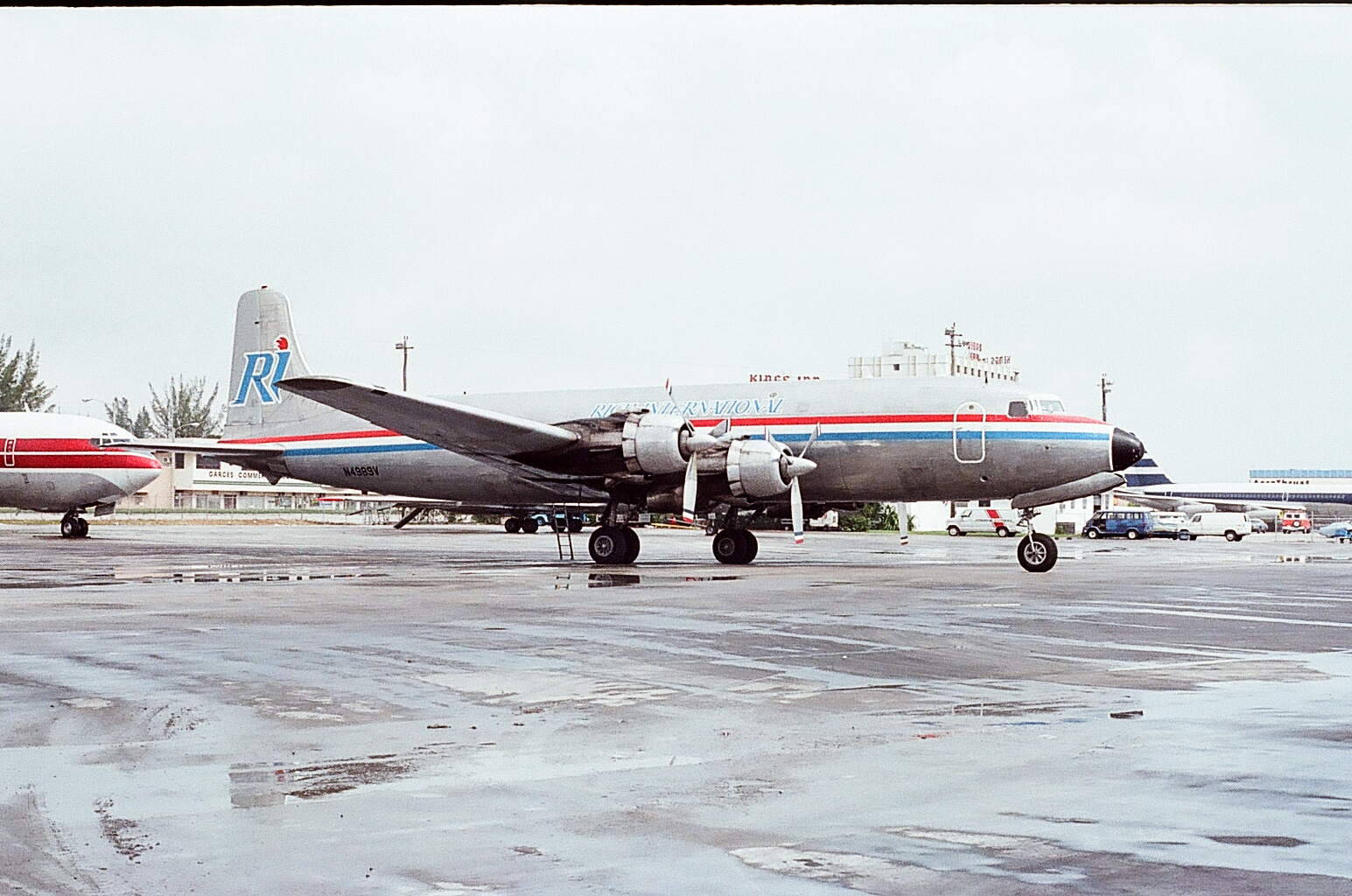
Eine Douglas DC-6A der Rich International Airways in Miami, 1982

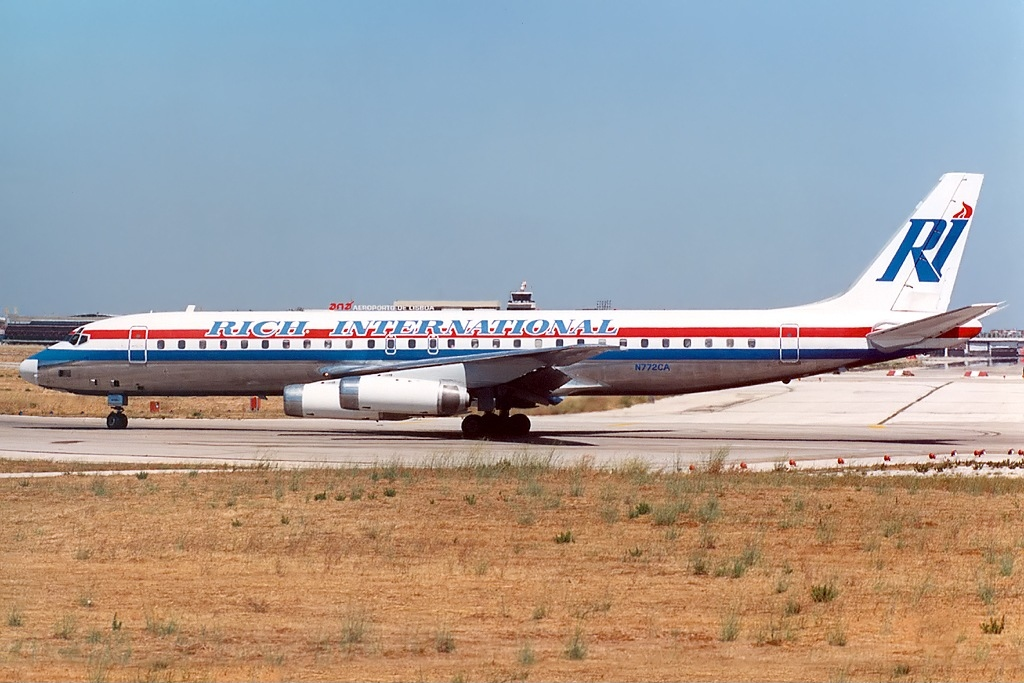
Eine Douglas DC-8-62 der Rich International Airways in Lissabon, 1993

### 1969 – Gründung und erste Jahre
Rich International Airways wurde im Jahr 1969 als Frachtfluggesellschaft von Jean Rich nach ihrer Trennung gegründet, indem sie mit einem Darlehen von 10.000 US-Dollar eine Curtiss C-46 erwarb. Sie war eine der ersten Frauen in den Vereinigten Staaten, die eine eigene Fluggesellschaft besaß und leitete. Der Hauptsitz befand sich in Miami.
Im Jahr 1981 wurden drei ehemalige C-118A der United States Air Force gekauft und in zivile DC-6A umgewandelt. Im Frühjahr 1982 bekam Rich International die Erlaubnis für Charterflüge mit Passagieren und stieg ins Passagiergeschäft ein. Zwei DC-8-55CF wurden gekauft, um ab Juli Passagierflüge von Florida und New York nach Europa, die Karibik und Hawaii durchführen zu können. Ebenso kaufte sie einige Douglas DC-8, die vorwiegend von Braniff stammten.
Im Juni 1983 stellte sich Rich International erstmals unter Chapter 11 des amerikanischen Konkursrechts, der Flugbetrieb wurde weitergeführt.

### 1984 – Wartungsmängel
Im Frühjahr 1984 stellte die amerikanische Luftfahrtbehörde FAA gravierende Mängel in der Wartung bei Rich International fest und entzog die Fluglizenz. Rich International nutzte den Gläubigerschutz um Umstrukturierungen vorzunehmen. Ebenfalls im Frühjahr 1984 fand Rich International mit George Edward Batchelor einen finanzkräftigen Partner und konnte aus Chapter 11 entlassen werden. Ende 1984 wurde schließlich ein Neuanfang mit neuer Führung und verkleinerter Flotte gewagt.
Um die Passagierkapazität zu erhöhen, leaste Rich International Airways unter der Führung von Jean Rich einige Langstreckenflugzeuge von George Batchelor. Im Januar 1991 unterzeichneten die beiden Geschäftspartner ein Joint-Venture-Abkommen, das Batchelors Unternehmen, der International Air Leases, Inc., eine Mehrheit der Gewinne seiner Flugzeuge zusätzlich zu den Leasinggebühren. Dafür akzeptierte Batchelor, den Betriebsverlust seiner Flugzeuge zu decken. Die ersten Großraumjets in der Flotte waren die des Typs Lockheed L-1011 TriStar. Diese Flugzeuge wurden für Europastrecken gebraucht und ergänzten die Douglas DC-8. Später betrieb Rich International 11 Maschinen der L-1011.

### 1996 – Flugverbot
Am 27. Juni 1996 fanden Inspektoren der FAA in sechs Rich-International-Flugzeugen insgesamt 75 ungeprüfte Einzelteile. In der Folge wurde über Rich International ein Bußgeld von zwei Millionen Euro verhängt und auf alle 21 Maschinen wurde weltweites Flugverbot verhängt. Der Bordcomputer sowie Teile des Fahrwerks und des Seitenruders stammten aus einer peruanischen, zuvor gekauften und ausgeschlachteten L-1011. Außerdem bestand Verdacht auf unregelmäßige Wartung und unzuverlässige Pilotenausbildung. Ebenso wurden Ruhepausen der Besatzung infrage gestellt. Der Verdacht bestätigte sich im September 1996, als die FAA erhebliche Wartungsmängel feststellte, was schließlich zur vollständigen Einstellung des Flugbetriebs führte. Im November 1996 stellte sich Rich International bereits zum zweiten Mal unter Gläubigerschutz, um einem Konkurs knapp zu entgehen.

### 1997 – Konkurs
Die US-Luftfahrtbehörde FAA wollte zwar den Flugbetrieb bis Februar 1997 erlauben, doch das  amerikanische Verkehrsministerium verweigerte die Zustimmung und machte eine Lizenz von zahlreichen Auflagen abhängig. Im Februar 1997 gab Rich International seinen Bankrott bekannt und wurde aufgelöst. Sie hatte die Auflagen des Verkehrsministeriums wirtschaftlich nicht mehr abdecken können. Die Flugzeuge und das gesamte Inventar wurden im Juli 1997 versteigert.

## Flotte

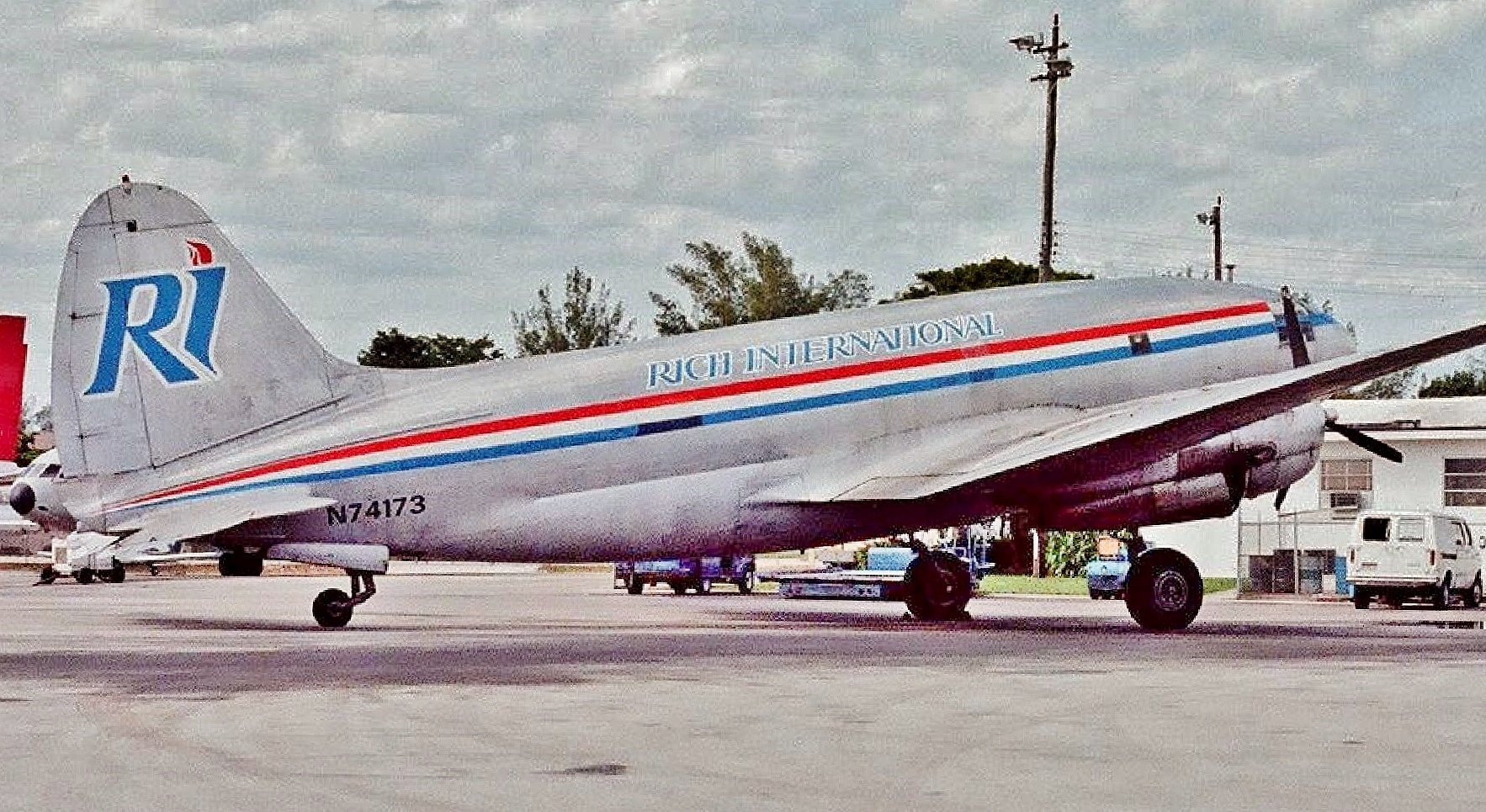
Eine Curtiss C-46 Commando der Rich International Airways in Miami, 1982

Rich International betrieb verschiedene Flugzeugtypen:
- Beechcraft 18 "Twin Beech"
- Boeing 727-077
- Curtiss C-46 Commando
- Douglas DC-6A
- Douglas DC-8-33, DC-8-55 CF, DC-8-62F und DC-8-63F
- Lockheed L-1011-1 Tristar und L-1011-500 Tristar

## Streckennetz
Von Nordamerika aus wurde Hawaii angeflogen und von Florida wurden Charterflüge in die Karibik durchgeführt.
Nordatlantik-Flüge nach Europa wurden ebenfalls angeboten: In Deutschland wurde Frankfurt am Main von Kalifornien (San Francisco und Los Angeles) angeflogen. Die Fluggesellschaft flog auch Charterflüge für deutsche Reiseveranstalter.

## Zwischenfälle
Von 1971 bis zur Betriebseinstellung 1997 kam es bei Rich International Airways zu zwei Totalschäden von Flugzeugen (1975 und 1979), beide mit Curtiss C-46 Commando. Bei keinem davon kamen Menschen ums Leben.
- Am 8. August 1975 fielen an einer Curtiss C-46F-1-CU Commando der Rich International Airways (Luftfahrzeugkennzeichen N4873V) im Anflug auf den Flughafen Aguadilla-Borinquen (Puerto Rico, USA) beide Triebwerke wegen Benzinmangels aus. Es kam zu einer Notwasserung 800 Meter nordwestlich des Flughafens in 15 Meter tiefem Wasser. Das Flugzeug war in St. Petersburg nicht aufgetankt worden. Es hatte 4082 kg (9000 lb) Dynamit an Bord. Als Unfallursachen wurden unzureichende Flugvorbereitung, unsachgemäße Entscheidungen und Planungen während des Fluges sowie falsches Management des Treibstoffsystems festgestellt. Beide Piloten, die einzigen Insassen auf dem Frachtflug, überlebten den Unfall.[9]

- Am 12. September 1979 fiel an einer Curtiss C-46A-60-CK Commando der Rich International Airways (N7768B) im Anflug auf den Flughafen South Caicos (Turks- und Caicosinseln) ein Triebwerk aus. Die Piloten schafften es nicht mehr ganz zum Ziel, sondern mussten 1,6 Kilometer westlich des Flughafens notwassern. Alle drei Insassen des Frachtflugs, die zwei Piloten und ein Passagier, überlebten den Unfall.[10]

## Kritik
Abgesehen von der schlechten Wartung wurden unter anderem auch die Serviceleistungen an Bord und diverse Sparmaßnahmen kritisiert. So fehlte es auf Langstreckenflügen oftmals an Essen oder Decken, die Check-in-Schalter, Flugsteige und Flugnummern wechselten kurzfristig und das Check-in-Verfahren wurde ohne Computer per Hand gemacht.